# اونتروایسباخ
اونتروایسباخ (به آلمانی: Unterweißbach) یک شهر در آلمان است که در زارفلد-رودلشتات واقع شده‌است. اونتروایسباخ ۸۸۰ نفر جمعیت دارد.